# Gonothyraea inornata
Gonothyraea inornata is een hydroïdpoliep uit de familie Campanulariidae. De poliep komt uit het geslacht Gonothyraea. Gonothyraea inornata werd in 1901 voor het eerst wetenschappelijk beschreven door Nutting. 